# Zimandu Nou, Arad
Zimandu Nou este satul de reședință al comunei cu același nume din județul Arad, Crișana, România.

## Așezare
Localitatea Zimandu Nou este situată în Câmpia Aradului, la o distanță de 15 km față de municipiul Arad.

## Istoric
Prima atestare documentară a localității Zimandu Nou datează din anul 1852. 

## Economia
Economia localității este predominant agrară, axată pe cultura cerealelor, plantelor tehnice și cultura legumelor.

## Turism
Deși, pentru cei mai mulți turiști, localitatea este o zonă de tranzit fiind situată pe drumul european ce
leagă Aradul de Oradea, Zimandu Nou dispune de elemente turistice de mare atracție cum sunt:
- Pădurea Utviniș,
- Rezervația forestieră de platani și alun turcesc
- Canalul Militar - lucrare hidrotehnică importantă în peisajul așezării.